# Манаджі Ангрія I
Манаджі Ангрія (маратхі माणाजी आंग्र, д/н —1759) — політичний та військовий діяч маратхів, саркхел (адмірал) в 1733—1759 роках.

## Життєпис
Син саркхела Канходжі Ангрія та наложниці (або молодшої дружини). Після смерті батька діяв під орудою старших зведених братів. 1733 року помирає старший брат Секходжі, його володіння отримав інший брат Самбхаджі, який призначив Манаджі військовим намісником Колаби та частини колишніх володінь Секходжі.
Невдовзі Манаджі погиркався з Самбхаджі, але не міг його протистояти збройно. Тому втік до португальського форту Ревданда. Тут 1734 року зібрав війська, з якими раптовим ударом захопив Колабу. Уклав союз з пешвою Баджі Рао I, за допомогою якого переміг та полонив брата Єсаджі. Проте Манаджі мусив визнати зверхність пешви, зобов'язавшись щомісяця сплачувати 10 кханді рису (360 кг) і 400 рупій.
У 1735 році уклав союз з Шахуджі, магарджею Сатари, разом з якими почав наступ на брата, змусивши того перейти до оборони. За цим атакував форт Анджавел, який спробував відвоювати в Сіді, раджи Джанджара. Томуна допомогу прийшли судна Британської Ост-Індської компанії. З суходолу підійшли війська пешви, які атакували інші форти Сіді. В результаті останній втратив фортеці райгард і Махад на користь пешви, а Манаджі захопив форт Ревас на річці Пен. Цим він став загрожувати Бомбею. Тому Ревас було атаковано 4 англійськими суднами, але Манаджі вдалося відбити напад, захопивши 1 вороже судно.
1738 року поновилася війна з Самбхаджі. Манаджі опинився в облозі в Колабі. Але йому на допомогу прийшла кіннота пешви, а британці з Бомбею відправили харчі та порох. Потім було відправлено британську флотилію. Тому Манаджі зміг змусити брата відступити. Натомість мусив передати Баджі Рао I форти Котлігад, Раджмачі, Тіргад і Уран, платити щорічну данину в розмірі 7 тис. рупій, надавати європейський та китайський крам на суму 3 тис. рупій.
Невдовзі за цим Манаджі почав піратські напади на англійські торгівельні судна, захопив острови Елефанта й Каранджа, неподалік Бомбею. В обмін на анулювання боргів для допомогу у війні з Самбхаджі, Манаджі було укладено мир з британцями.
1739 року прийшов на допомогу Чимаджі Аппі, який виступив на підкорення Бассейну, що належав португальцям. Блокував підходи з моря, чим припинив постачання харчів. 1740 року у битві неподалік Бассейн Манаджі переміг португальський флот, після чого Бассейн здався. Невдовзі допомагав пешві Баладжі Баджі Рао захопити форт Ревданда.
1740 року почалася нова війна з Самбхаджі, який захопив фортеці Алібаг, Тал і Сагаргад. За цим було взято в облогу Колаба. В свою чергу Манаджі звернувся по допомогу до пешви та британці, які змусили Самбхаджі відступити. Невдовзі Манаджі довідався про намір пешви захопити його володіння, тому поновив мир з братом.
Зосередився на відродженні господарства та фінансів. Призначив головним сановником свого брата Донджі, який став відповідати за цивільну діяльність, зосередивши увагу на розбудові міст, ремесел та торгівлі.
У 1747 році відбив напад військ пешви біля перевалу Тал, після чого уклав з ним мир. Невдовзі його було атаковано князівством Джанджар. На допомогу Манаджі прийшов пешва, внаслідок чого в битві біля Алібагу армії Джанджару завдано поразки.
1757 року допомагав пешві у війні проти Асаф Джаха II, нізама Хайдарабаду. Цим скористалися князівство Джанджар, загони якого вдерлися у володіння Манаджі. По поверненню 1758 року він вигнав їх зі своєї території, але зазнав невдачі в нападі на Данда-Раджпурі.
Помер 1759 року. Йому спадкував син Раґоджі